# Jürg Röthlisberger
Jürg Röthlisberger (ur. 2 lutego 1955 w Adliswilu) – szwajcarski judoka, mistrz i brązowy medalista olimpijski, mistrz Europy.
Jego największym osiągnięciem jest złoty medal igrzysk olimpijskich w Moskwie. W finałowym pojedynku w kategorii do 86 kg pokonał Kubańczyka Isaaca Azcuya. Cztery lata wcześniej, w Montrealu zdobył brązowy medal, ale w wyższej kategorii (do 93 kg).

## Osiągnięcia

### Igrzyska olimpijskie
| Igrzyska olimpijskie | Data          | Kategoria | Miejsce |
| -------------------- | ------------- | --------- | ------- |
| Montreal 1976        | 27 lipca 1976 | do 93 kg  |         |
| Moskwa 1980          | 28 lipca 1980 | do 86 kg  |         |